# 図像資料

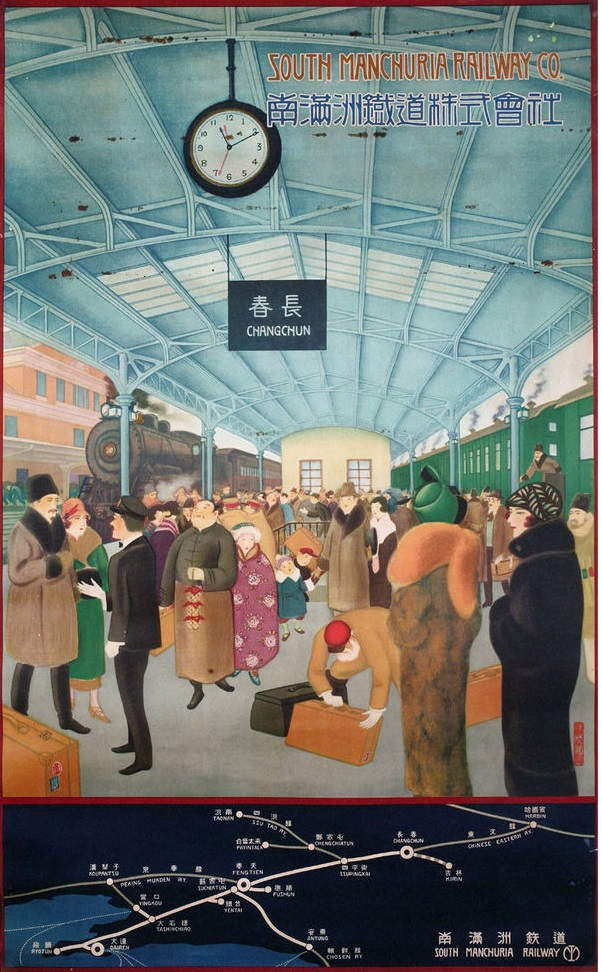
伊藤順三「長春駅」（1924年頃）
----
南満洲鉄道と東支鉄道が同じホームで接続する場面を描いた満鉄のポスター。「ハルピン時間」を示す時計とともに中国・日本・ロシアの風俗が交錯するさまが描かれる。

図像資料（ずぞうしりょう）とは、歴史資料のうち、絵画やデザイン、絵はがき、ポスター、写真、漫画、地図・絵図などビジュアルなものの総称。文献資料を理解するときに大きな威力を発揮するだけではなく、文献資料だけでは得られない情報も非常に多いため、今日では歴史理解に必須の資料とされるようになった。

## 概略
図像資料は、文献資料以外の歴史資料として映像資料などともに「非文字資料」と総称されることがある。非文字資料については、神奈川大学日本常民文化研究所による研究「人類文化研究のための非文字資料の体系化」が2003年（平成15年）に文部科学省「21世紀COEプログラム」拠点事業に採択され、その成果は多数の刊行物として現れている。

## 絵画

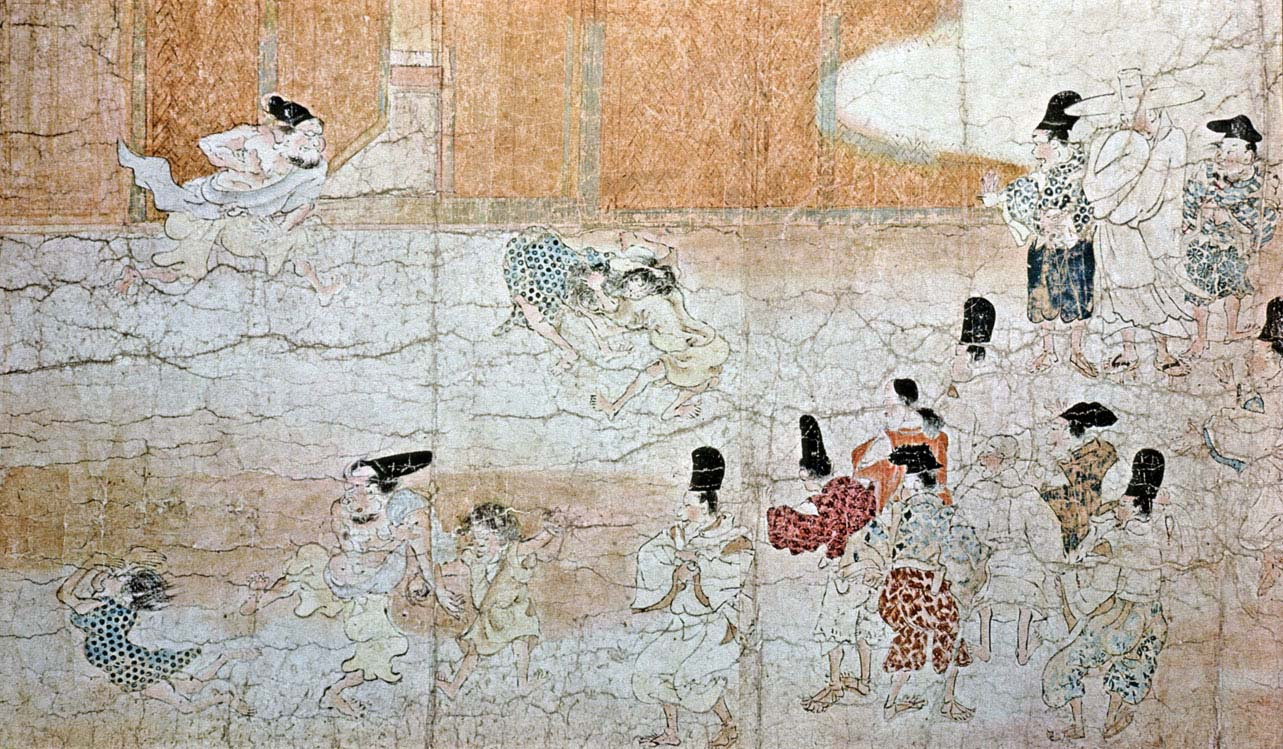
「伴大納言絵詞」 - 事件の真相発覚のきっかけとなった子供の喧嘩の場面

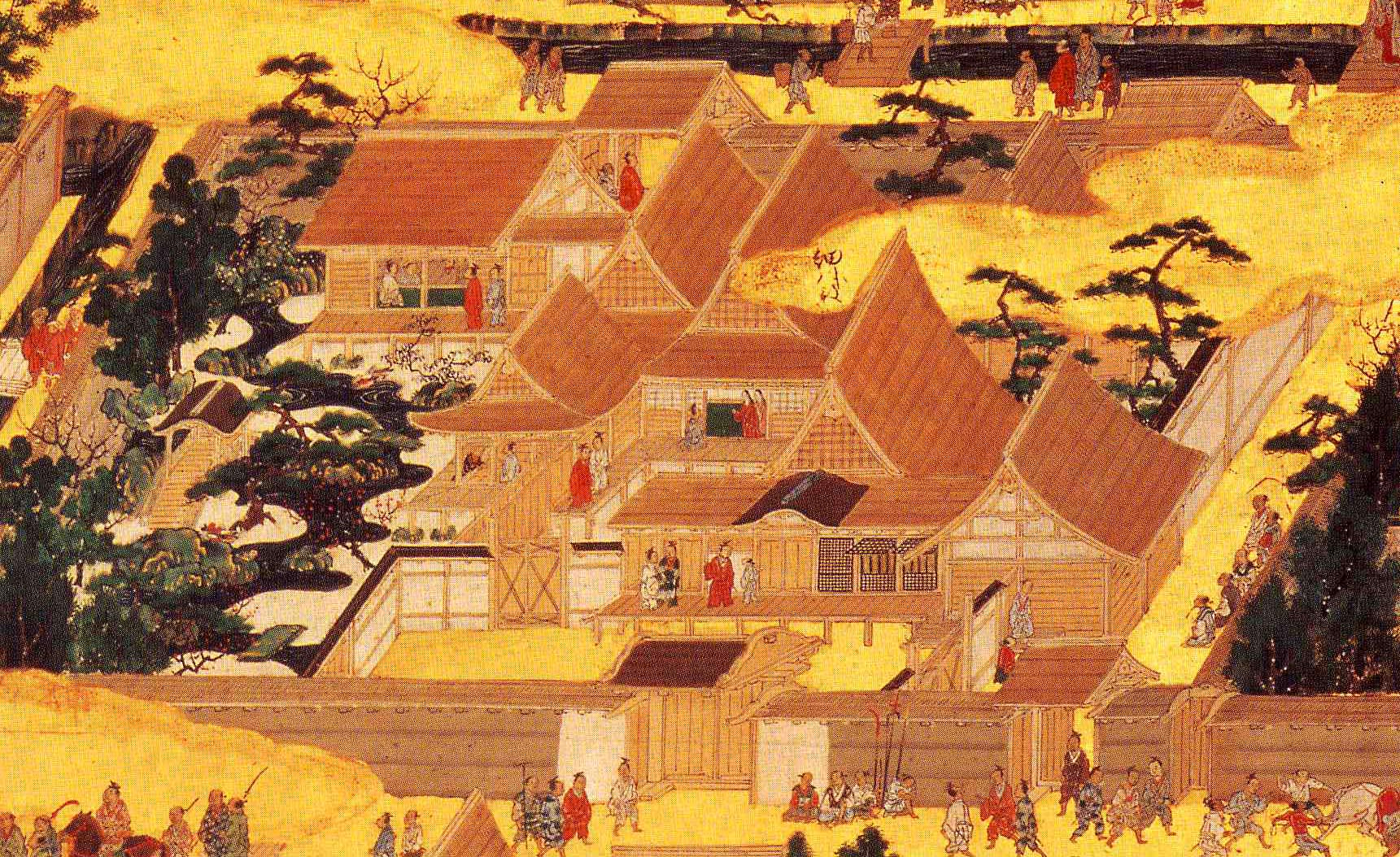
「洛中洛外図」 - 細川家

絵画資料（絵画史料）は今日きわめて脚光を浴びているが、その最大の功労者と考えられるのが絵画史料論を開拓したといわれる東京大学史料編纂所の黒田日出男（1943年-）である。主著書に、
- 『絵巻 子どもの登場 - 中世社会の子ども像』河出書房新社、1989年8月。ISBN 4-309-61151-6。
- 『謎解き 伴大納言絵巻』小学館、2002年6月。ISBN 4-096-26221-8。
- 『増補 姿としぐさの中世史 - 絵図と絵巻の風景から』平凡社、2002年10月。ISBN 4-582-76445-2。
- 『謎解き 洛中洛外図』岩波書店〈岩波新書〉、2003年3月。ISBN 4-004-30435-0。
- 『龍の棲む日本』岩波書店〈岩波新書〉、2003年3月。ISBN 4-004-30831-3。
- 『絵画史料で歴史を読む』筑摩書房〈ちくまプリマーブックス〉、2004年1月。ISBN 4-480-04253-9。

があり、編書には、
- 『週刊朝日百科 日本の歴史 別冊 歴史の読み方1 絵画史料の読み方』朝日新聞社、1988年。

がある。
また、五味文彦（1946年-）も早くから絵画資料に着目しており、主著に、
- 『中世のことばと絵』中央公論新社、1990年11月。ISBN 4-121-00995-9。
- 『絵巻で読む中世』筑摩書房〈ちくま学芸文庫〉、2005年8月。ISBN 4-121-00995-9。

がある。五味の編著としては、
- 『絵巻に中世を読む』吉川弘文館、1995年11月。ISBN 4-642-07476-7。

がある。
黒田・五味以外では、
- 網野善彦『異形の王権』平凡社、1986年8月。ISBN 4-582-28454-X。
- 宮本常一『絵巻物に見る日本庶民生活誌』中央公論新社〈中公新書〉、1981年1月。ISBN 4-121-00605-4。

なども絵画資料を駆使した優れた論考として話題を呼んだ。
西洋史では、
- 樺山紘一『肖像画は歴史を語る』新潮社、1997年3月。ISBN 4-104-16801-7。

などがある。
東アジア地域では、神奈川大学日本常民文化研究所非文字資料研究センターによって『東アジア生活絵引』「中国江南編」「朝鮮風俗画編」が集成されている。

## デザイン
- 柏木博『肖像のなかの権力 - 近代日本のグラフィズムを読む』平凡社、1987年8月。ISBN 4-582-28459-0。
- 多川精一『戦争のグラフィズム - 回想の「Front」』平凡社、1988年5月。ISBN 4-582-73806-0。
- 多川精一『戦争のグラフィズム - 「Front」を創った人々』平凡社、2000年7月。ISBN 4-582-76349-9。

いずれも名著として知られる。

## 絵はがき

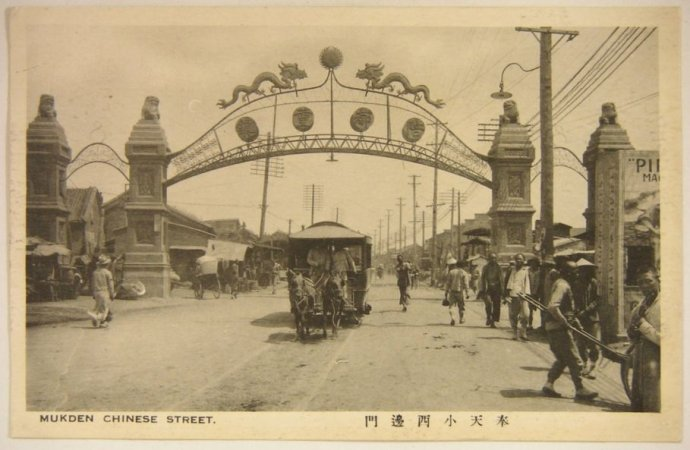
絵はがき「奉天小西辺門」

京都大学東南アジア地域研究研究所を拠点とする産学官合同の「北東アジア・データベース研究会」は、国内外の研究者、教育者、アーキビスト、コレクターなどが共通して非文献資料を利用するための基盤づくりが必要であるとして、視覚的なデータベースを構築することを目的に活動している。同研究会では、2005年2月に「戦前期東アジア絵はがきデータベース」を公開している。
絵はがきへの主要なアプローチとして貴志俊彦は、
1. 具現性。文字で追えない図像資料の重要性を唱える立場。建築や都市研究、美術史ならびに考現学の方法
2. 絵はがきをプロパガンダと見なす立場。メディア史研究や政治学が強調する方法
3. 印刷技術とかかわらせて解明する技術史的立場
4. 絵はがきの虚構性を警告するもの。情報資料学や文献学の手法

の4つを指摘している。

## ポスター
貴志俊彦は、絵はがきデータベースにつづき、「満洲国ポスターデータベース」を構築している。
また、刊行物としては、貴志『満洲国のビジュアル・メディア―ポスター・絵はがき・切手』（吉川弘文館、2010年6月）が参考になる。

## 写真
写真資料も、特に近代以降の歴史研究には欠かせないものである。次は、北海道開拓事業のようすや明治初年前後のアイヌ民族の風俗などをあらわす貴重な古写真を集めた書籍である。
- 渋谷四郎『北海道写真史 -幕末・明治』平凡社、1983年11月。

以下は、民俗学者宮本常一が戦前から昭和50年代に至るまで日本中の村や島をフィールドワークして撮影した写真約10万点から、ノンフィクション作家である著者が、主として昭和30年代のコレクション約200点を選んで解説を加えたものである。
- 佐野眞一『宮本常一の写真に読む失われた昭和』平凡社、2004年6月。ISBN 4582832253。

なお、空中写真については、国土地理院 地図・空中写真閲覧サービス（旧・国土変遷アーカイブ 空中写真閲覧システム）では、国土地理院が保有する、戦後から現在までの航空写真データの検索、閲覧等ができるようになっている。

## 漫画

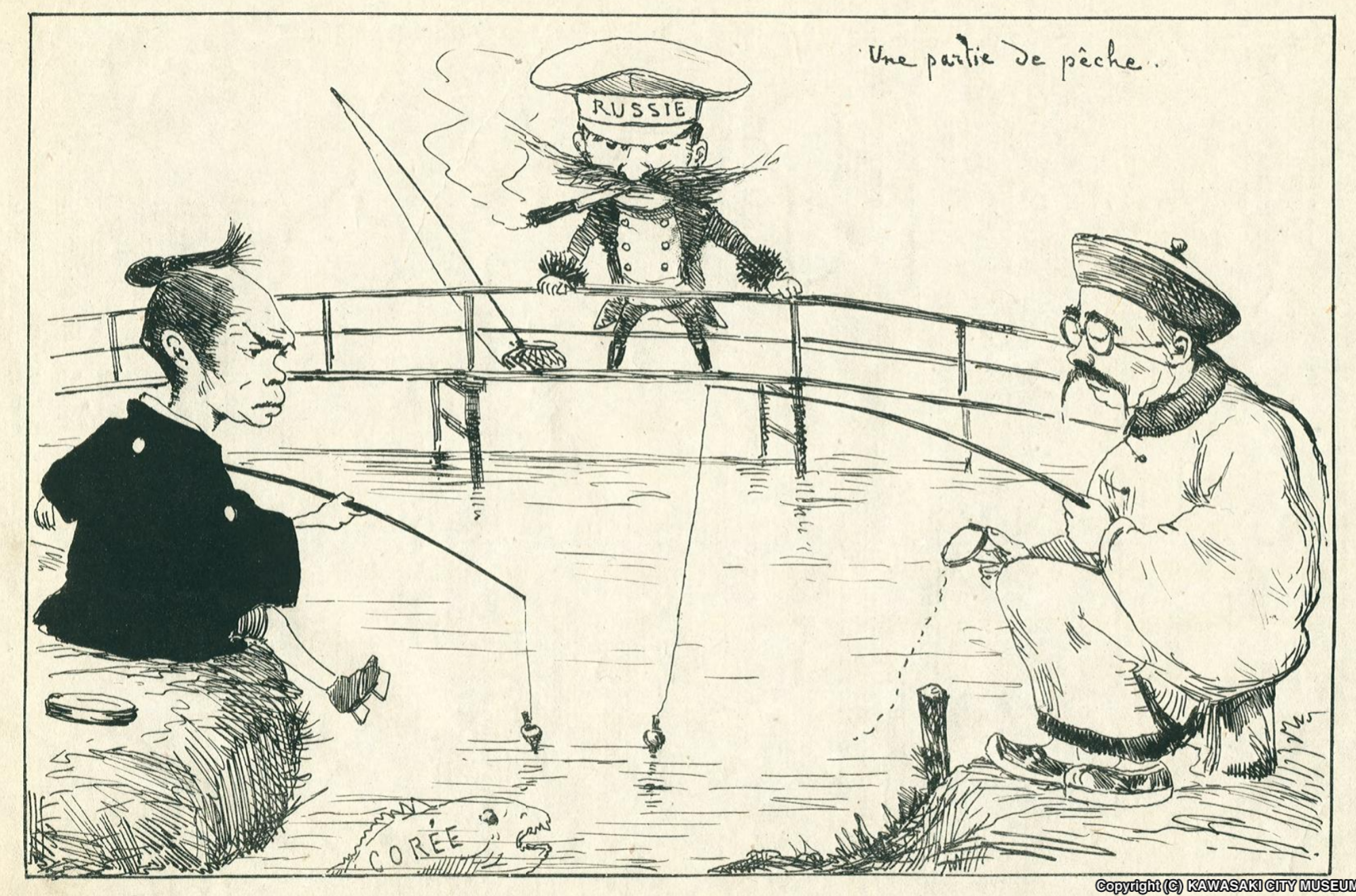
ジョルジュ・ビゴー「魚釣り遊び」

清水勲（1939年-）の一連の著作が資料としての漫画を取り上げている。
- 『江戸のまんが - 泰平の世のエスプリ』講談社〈講談社文庫〉、2003年6月。ISBN 4-061-59603-9。
- 『漫画が語る明治』講談社〈講談社文庫〉、2005年10月。ISBN 4-061-59729-9。
- 『ワーグマン日本素描集』岩波書店、1987年7月。ISBN 4-003-35591-1。
- 『ビゴーが見た日本人 - 風刺画に描かれた明治』講談社〈講談社文庫〉、2001年9月。ISBN 4-061-59499-0。
- 『ビゴーが見た明治ニッポン』講談社〈講談社文庫〉、2006年12月。ISBN 4-061-59794-9。

## 絵図

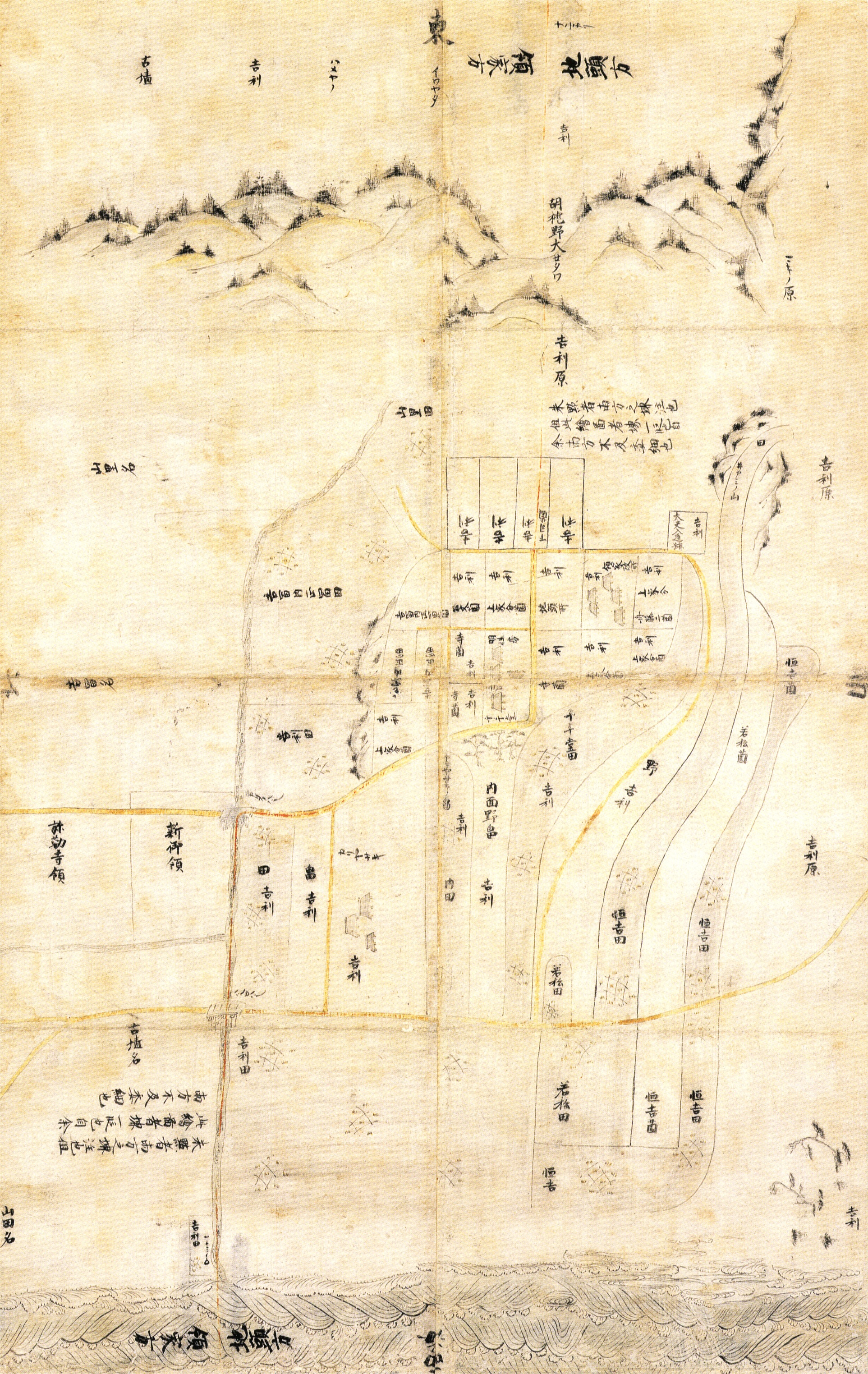
絵図「薩摩国日置北郷下地中分絵図」

絵図を用いた著作には、黒田前掲『姿としぐさの中世史』のほか
- 水本邦彦『絵図と景観の近世』校倉書房、2002年5月。ISBN 4-751-73300-1。
- 杉森哲也『描かれた近世都市』山川出版社〈日本史リブレット〉、2003年12月。ISBN 4-634-54440-7。
- 仁木宏『戦国時代、村と町のかたち』山川出版社〈日本史リブレット〉、2004年2月。ISBN 4-634-54260-9。

があり、集落論や歴史地理学的研究、地域の変遷を考察する際に欠くことのできない参考文献である。また、国土地理院「古地図コレクション」では、国土地理院が所蔵する古地図等をカテゴリ別に分類、公開している。
ややくだけたガイドブック的なものとしては、
- 菅井靖雄『広重の三都めぐり - 京絵図大全・大坂細見図・御江戸大絵図で歩く 京・大坂・江戸・近江』人文社、2006年11月。ISBN 4-795-91912-7。
- 森山悦乃・松村真佐子『広重の諸国六十余州旅景色 ― 大日本国細図・名所図会で巡る』人文社、2005年9月。ISBN 4-795-91910-0。

などがある。
図録は全国各地の博物館や公文書館から各種のものが発行されている。なかでも、
- 神戸市立博物館編集『古地図セレクション—神戸市立博物館—』

は内外の古地図資料の優品を掲載している。
また、絵図を日本史教育に用いた授業実践には次のような事例がある。
- 渡辺賢二『実物・絵図でまなぶ日本近現代史』地歴社、1993年9月。ISBN 4-88527-129-0。